# Saint-Gobain (neboder)
Neboder Saint-Gobain (fr. Tour Saint-Gobain, nekada Tour M2), neboder je u Parizu, glavnom gradu Francuske. Smješten je u gradskoj poslovnoj četvrti La Défense.
U njemu se nalazi sjedište francuske tvrtke Saint-Gobain. Od tla mjeri 177,95 metara.
Prvi kamen položili su 19. travnja 2017. Pierre-André de Chalendar, predsjednik i izvršni direktor Saint-Gobaina, Gabriele Galateri di Genola, predsjednik Generali i Xavier Huillard, predsjednik i izvršni direktor Vincija.